# Bal des Ardents

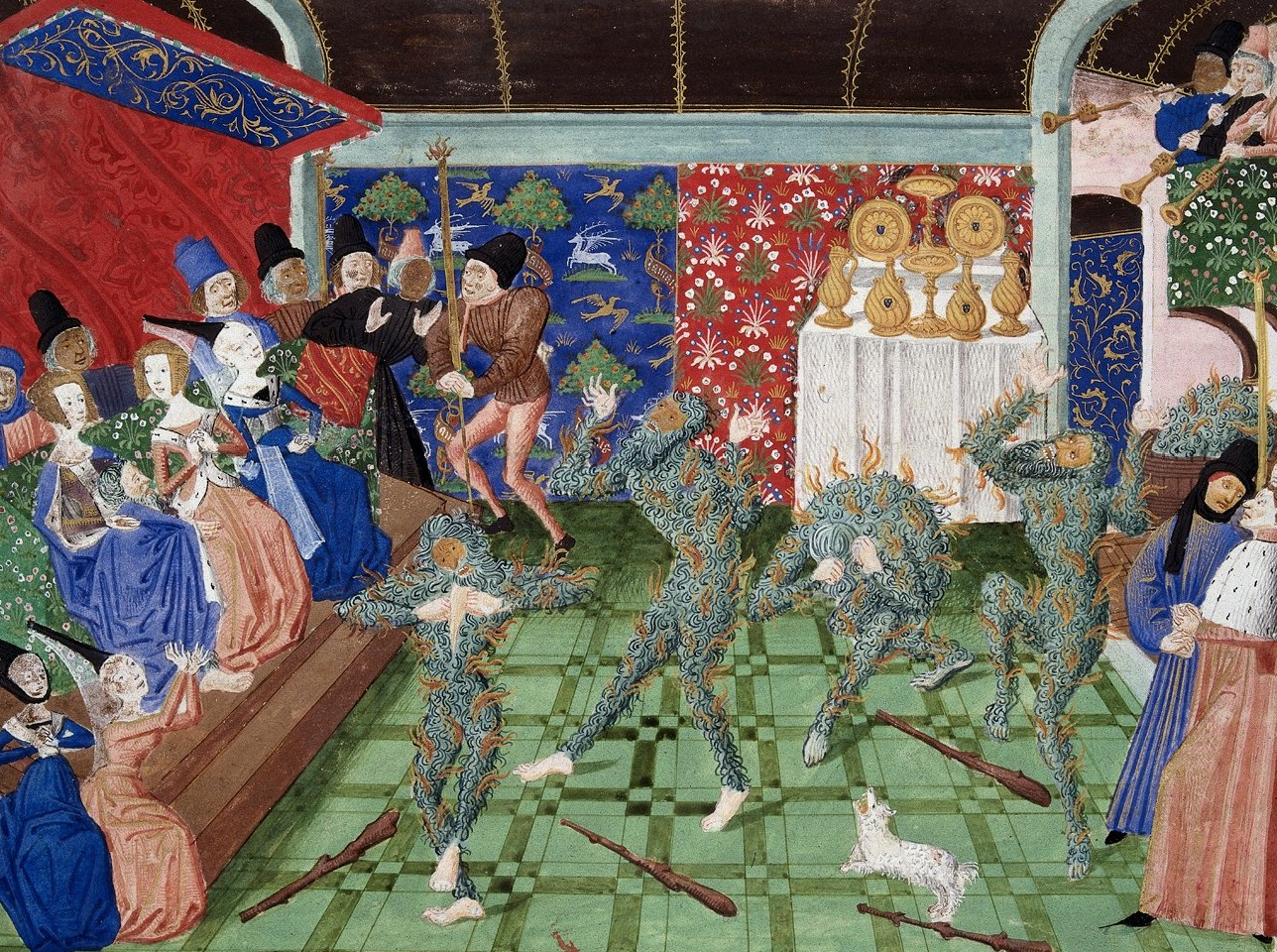
El Bal des Ardents en una miniatura ilustrada del siglo XV en las Crónicas de Froissart. La Duquesa de Berry con sus faldas azules oculta casi por completo a Carlos VI de Francia mientras que los bailarines intentan arrancarse sus vestimentas en llamas. Uno de los bailarines se ha zambullido en el recipiente con vino; mientras en la galería superior los músicos continúan tocando.

El Bal des Ardents («Baile de los ardientes») o Bal des Sauvages («Baile de los salvajes») fue un baile de máscaras realizado el 28  de enero de 1393 en París en el cual Carlos VI de Francia realizó una danza junto con cinco miembros de la nobleza francesa. Cuatro de los bailarines fallecieron en un fuego causado por una antorcha que portaba un espectador, que era Luis, Duque de Orleans, hermano de Carlos. Carlos y otros bailarines lograron sobrevivir. Esta danza era uno de diversos eventos que tenían por finalidad entretener al joven rey, quien el verano anterior había tenido un ataque de locura. El evento socavó la confianza que inspiraba Carlos en cuanto a su capacidad para gobernar; los parisinos consideraron a este evento una prueba de la decadencia de la corte y amenazaron con rebelarse contra los miembros más poderosos de la nobleza. La ira del pueblo forzó al rey y a su hermano de Orleans, a quien un cronista contemporáneo acusó de intento de regicidio y brujería, a ofrecer disculpas por el evento.
Isabel de Baviera, esposa de Carlos, organizó el baile para celebrar el nuevo casamiento de una dama de compañía. Los estudiosos creen que puede haber sido un charivari tradicional, con bailarines disfrazados como hombres salvajes, seres míticos a menudo asociados con demonios, los cuales eran representados con frecuencia en la Europa medieval y fueron documentados en escritos del período Tudor en Inglaterra. El evento fue relatado por escritores contemporáneos tales como el Monje de San Denis y Jean Froissart en crónicas de la época, y fue ilustrado en varios manuscritos ilustrados del siglo XV por pintores tales como el Maestro de Antonio de Borgoña.

## Contexto
En 1380, luego de la muerte de su padre Carlos V de Francia, Carlos VI fue coronado rey a la edad de 12 años; por su edad, inicialmente cuatro tíos fueron sus regentes. Al cabo de dos años, Felipe de Borgoña, a quien el historiador Robert Knecht ha descrito como "uno de los príncipes más poderosos de Europa", pasó a ser el único regente del joven rey luego de que Luis de Anjou vaciara el tesoro real y partiera en campaña militar hacia Italia; los otros dos tíos de Carlos, Juan de Berry y Luis de Borbón, no se interesaron en gobernar. En 1387, a la edad de 20 años, Carlos tomó el control de la monarquía e inmediatamente apartó a sus tíos y nombró nuevamente a los Marmouset, los consejeros tradicionales de su padre. A diferencia de sus tíos, los Marmouset querían la paz con Inglaterra, disminuir los impuestos, un gobierno central fuerte y responsable, políticas que condujeron a una tregua por tres años con Inglaterra, y que el Duque de Berry fuera relevado de su cargo como gobernador de Languedoc a causa de sus impuestos elevados.

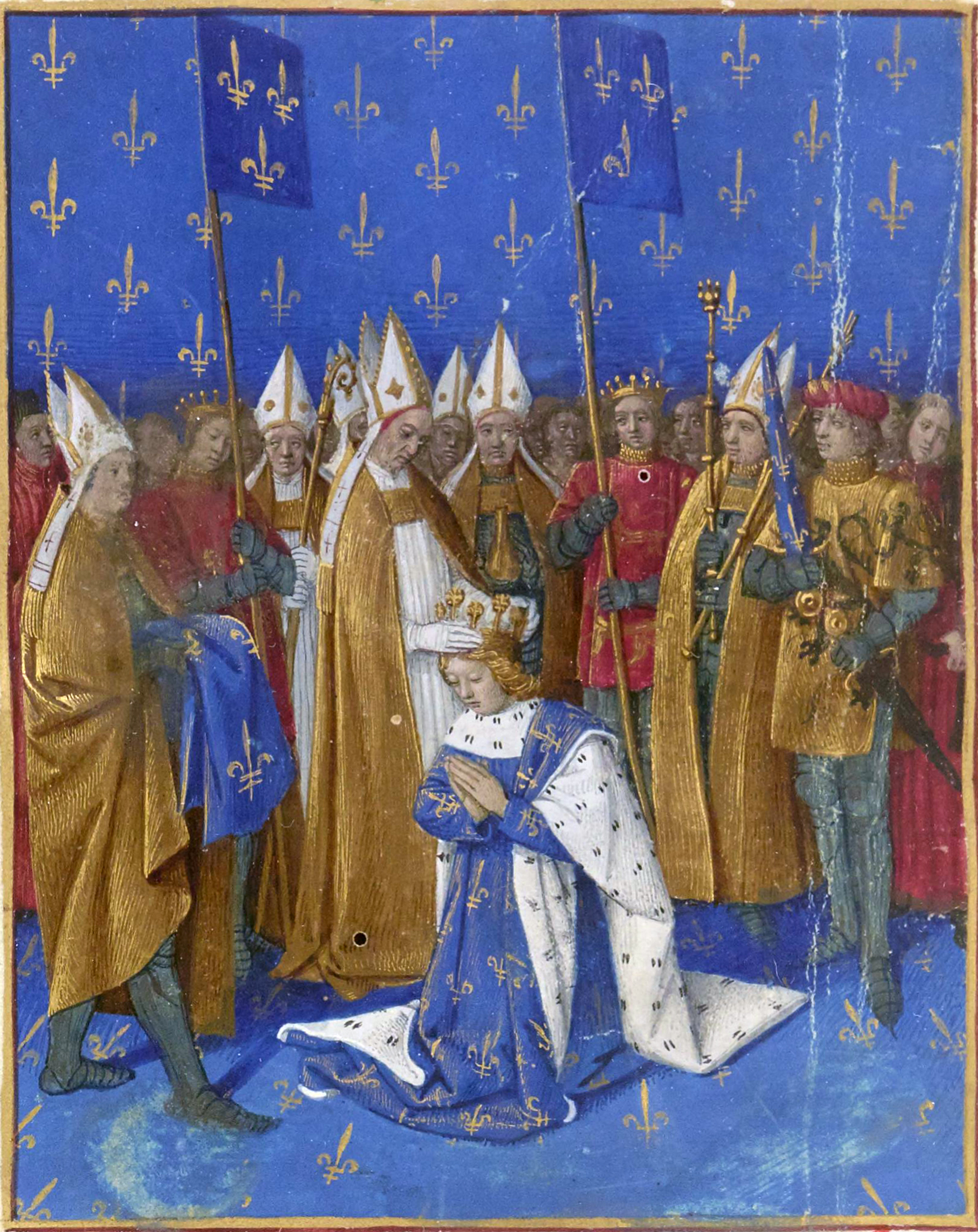
Coronación de Carlos VI de Francia pintada por Jean Fouquet en las Grandes Chroniques de France, a mediados del.

En 1392 Carlos sufrió el primero de una serie de ataques de locura que tuvo a lo largo de su vida, el cual se manifestó mediante una "furia insaciable" frente al intento de asesinato de Olivier de Clisson, Condestable de Francia y líder de los Marmousets, llevado a cabo por Pierre de Craon pero organizado por Juan V de Bretaña. Convencido de que el ataque fallido contra Clisson era un acto de violencia contra él y la monarquía, Carlos rápidamente planificó la invasión de Bretaña en represalia con la aprobación de los Marmousets, y al cabo de algunos meses partió desde París al frente de un grupo de caballeros.
En un cálido día de agosto en las afueras de Le Mans, mientras se encontraba con sus fuerzas camino a Bretaña. Sin mediar aviso, Carlos empuñó sus armas y cargó contra los caballeros de su propio grupo, entre los que estaba su hermano Luis de Valois, con quien tenía una buena relación, al grito de "¡Adelante contra los traidores! ¡Ellos quieren  entregarme al enemigo!" Carlos mató a cuatro hombres antes que su chambelán lo tomara por la cintura y lo lograra controlar, luego de lo cual cayó en estado de coma, en el que permaneció durante cuatro días. Pocos pensaron que podría recuperarse; sus tíos, los duques de Borgoña y Berry, se aprovecharon de la enfermedad del rey y rápidamente tomaron el poder, se restablecieron como regentes y disolvieron el consejo de los Marmouset.
El rey fue llevado a Le Mans, donde Guillaume de Harsigny, un viejo médico muy venerado de 92 años de edad, lo atendió. Luego de que Carlos volviera en sí, y disminuyera la fiebre, Harsigny se lo llevó de regreso a París, desplazándose lentamente de castillo en castillo, y con paradas de descanso intermedias. A fines de septiembre Carlos estaba lo suficientemente recuperado como para realizar un peregrinaje para agradecer a Nuestra Señora de Liesse cerca de Laon, luego de lo cual regresó nuevamente a París.

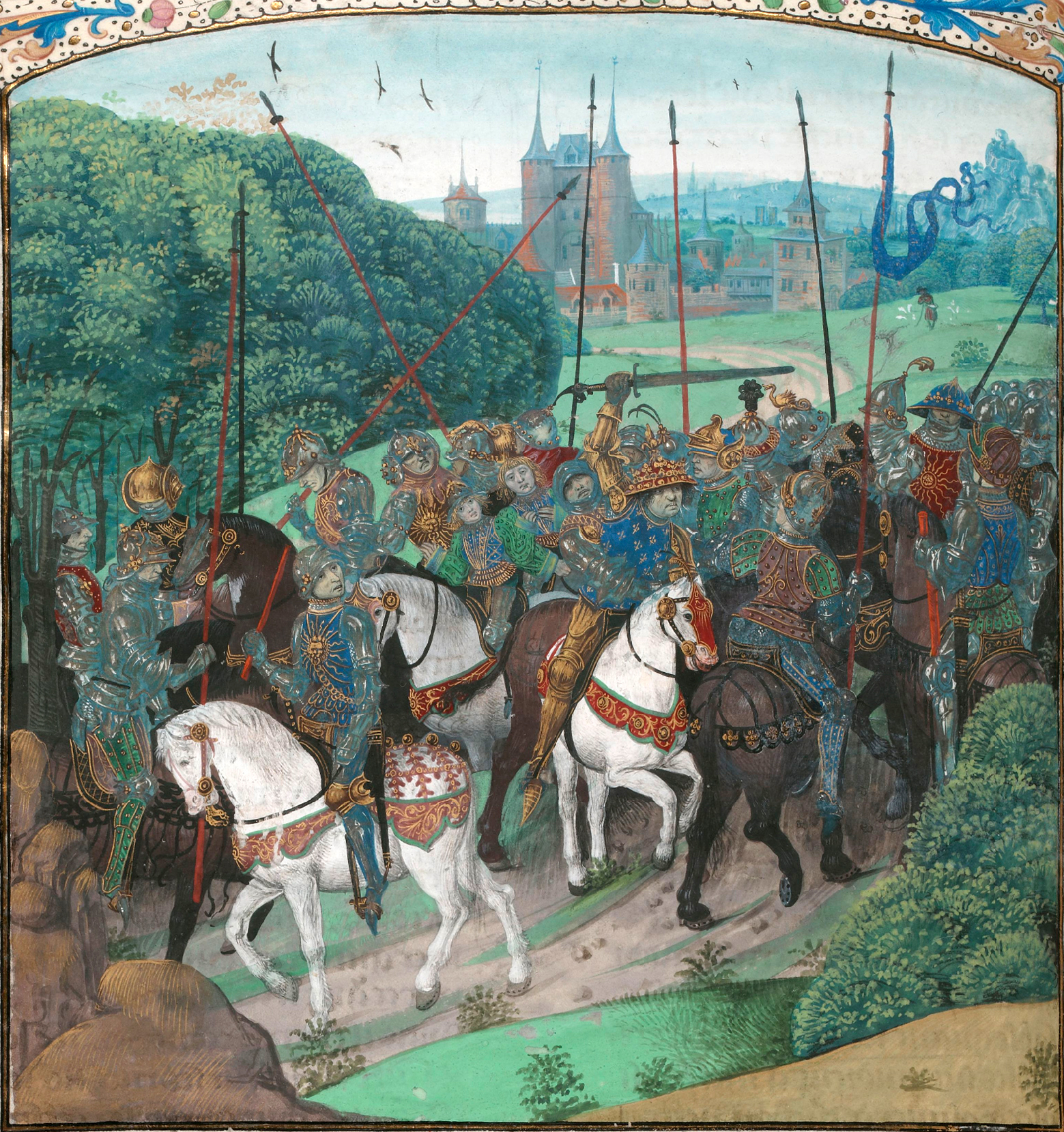
Carlos VI atacando a sus caballeros, ilustración en las Crónicas de Froissart.

El repentino ataque de locura del rey fue considerado por algunos un signo de ira divina y castigo, y por otros la consecuencia de un acto de brujería; historiadores modernos como Knecht especulan que Carlos podría haber sufrido el comienzo de una esquizofrenia paranoide. Carlos continuó con sus facultades mentales "frágiles", creyendo que estaba hecho de cristal, y según el historiador Desmond Seward, corría "aullando como un lobo por los pasillos de los palacios reales". El cronista contemporáneo Jean Froissart escribió que la enfermedad del rey era de tal severidad que se encontraba "totalmente perdido; ninguna medicina podía ayudarlo". Durante los peores momentos de su enfermedad Carlos no reconocía a su esposa, Isabel de Baviera, y exigía que ella fuera sacada de su habitación; pero tras su recuperación Carlos realizó arreglos para que ella fuera la guardiana de sus hijos. Así, la reina Isabel se convirtió en la guardiana de su hijo, el futuro Carlos VII de Francia (n. 1403), lo cual le dio un gran poder político y le aseguró un asiento en el consejo de regentes en caso de una recaída.
En la obra Un espejo distante: El calamitoso siglo XIV, la historiadora Barbara Tuchman indica que el médico Harsigny, tras rechazar "todos los ruegos y ofrecimientos de riquezas para que se quedara", dejó París y ordenó a los cortesanos que blindaran al rey de sus responsabilidades de gobierno y liderazgo. Le recomendó a los consejeros del rey que fueran "cuidadosos a fin de no preocuparlo o irritarlo .... Denle tan pocas tareas como sea posible; para el rey son mejores el placer y el olvido que cualquier otra cosa". Para rodear a Carlos con una atmósfera festiva y para protegerlo de los rigores del gobierno, la corte se dedicó a preparar entremetimientos elaborados y modas extravagantes. Isabel y su cuñada, Valentina Visconti, Duquesa de Orleans, utilizaban vestidos adornados con joyas y complicados peinados con trenzas enlazadas que formaban elevadas torres e iban cubiertas con hennins dobles que hicieron que fuera preciso ampliar las puertas del palacio para que pudieran pasar.
El pueblo consideraba que estas extravagancias eran demasiado, pero aun así querían a su joven rey, a quien llamaban Carlos le bien-aimé ("el bien amado"). Se le echó la culpa de los excesos y gastos innecesarios a la reina extranjera, que había sido traída de Baviera a petición de los tíos de Carlos. Ni Isabel ni su cuñada Valentina (hija del brutal Duque de Milán) eran apreciadas por la corte o el pueblo. En sus Crónicas, Froissart indicó que los tíos de Carlos aceptaban las frivolidades ya que "mientras que la reina y el Duque de Orleans bailaran, no eran peligrosos y ni siquiera molestos".

## Bal des Ardents y eventos posteriores

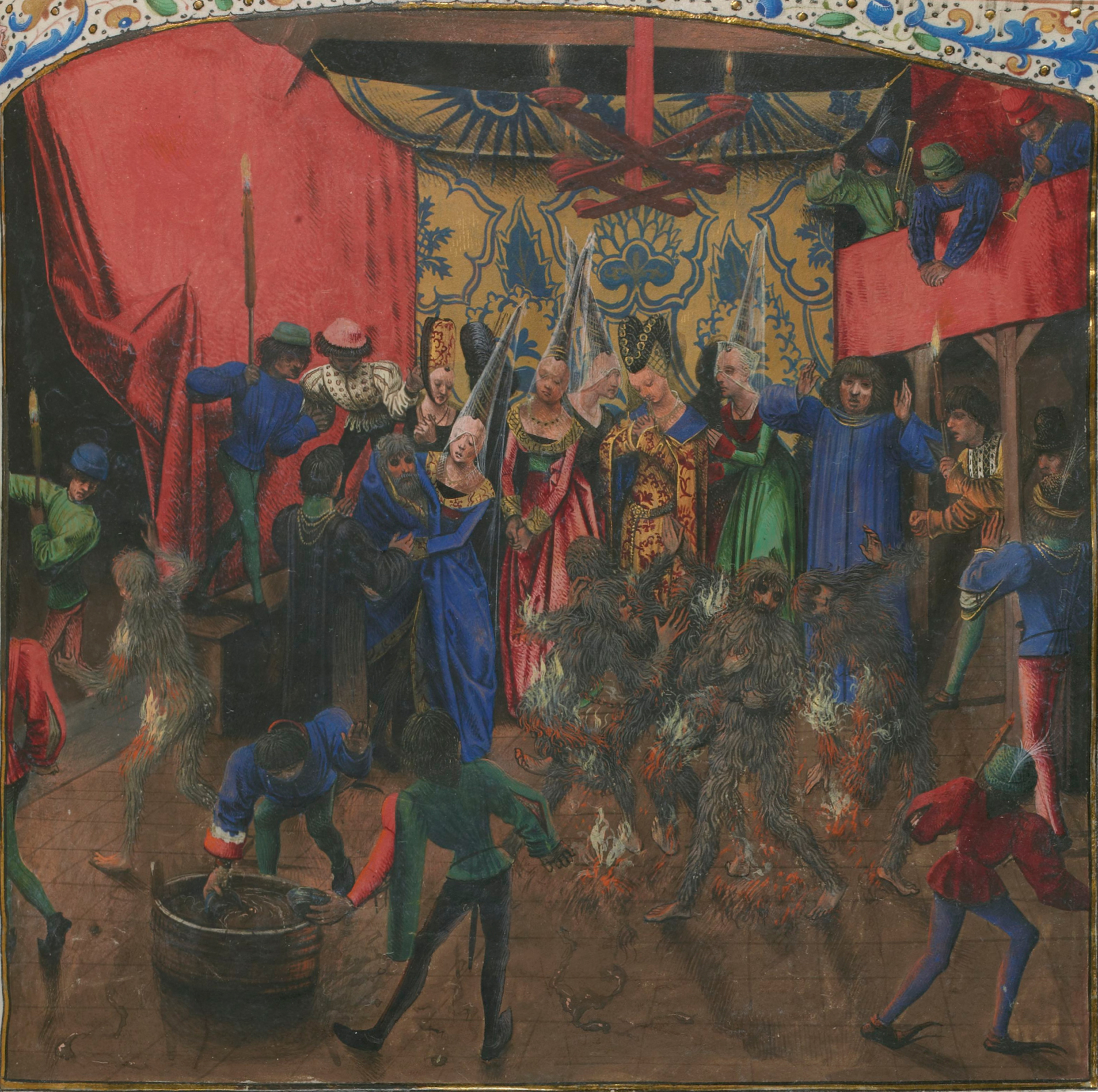
Bal des Ardents por el Maestro de Antonio de Borgoña (c. década de 1470). Adelante se observa a un bailarín dentro de una cuba de vino, Carlos arropado bajo la falda de la Duquesa de Berry en el centro a la derecha y bailarines en llamas en el centro.

El 28  de enero de 1393, Isabel organizó un baile de máscaras en el Hôtel Saint-Pol para celebrar el tercer casamiento de su dama de compañía, Catherine de Fastaverin. Tuchman explica que la vuelta a casar de una viuda era una ocasión tradicional para la mofa y la diversión, a menudo celebrada con baile de máscaras o charivari caracterizado por "todo tipo de desparpajos, engaños, desórdenes y fuerte música disonante y sonido de címbalos". Siguiendo una propuesta de Huguet de Guisay, a quien Tuchman describe como notorio por sus "ideas extravagantes" y crueldad, seis caballeros de alto rango realizaron una danza vestidos con disfraces de hombres salvajes. Los disfraces, que fueron cosidos sobre los hombres, estaban fabricados de lino empapado en resina a la cual se adhirió linaza, "de forma que tenían un aspecto primitivo y peludo de los pies a la cabeza". Máscaras fabricadas con los mismos materiales cubrían las caras de los bailarines y ocultaban sus identidades a la audiencia. Algunos cronistas indican que los bailarines estaban unidos por cadenas. La mayor parte de la audiencia desconocía que Carlos fuera uno de los bailarines. Se habían dado órdenes estrictas que prohibían el encendido de las antorchas del recinto y se prohibió la entrada al recinto durante el acto de toda persona que portara una antorcha, para minimizar el riesgo de que los disfraces fácilmente inflamables se prendieran fuego.
Según el historiador Jan Veenstra los hombres saltaban y aullaban "como lobos", decían obscenidades e invitaban a la audiencia a adivinar sus nombres mientras bailaban en un frenesí diabólico. El hermano de Carlos, Luis de Orleans, llegó junto con Phillipe de Bar, tarde y borracho, y entraron en la sala llevando antorchas encendidas. Los relatos varían, pero es posible que Luis haya colocado su antorcha sobre la máscara de un bailarín para averiguar quien era, cuando cayó una chispa, que prendió fuego a la pierna del bailarín. En el siglo XVII, William Prynne relató que "el Duque de Orleans ... colocó una de las antorchas que portaban los sirvientes tan cerca del lino, que uno de los disfraces se prendió fuego, y de esta manera el fuego se propagó entre los bailarines, y así todos formaron una gran fogata brillante", mientras que un cronista contemporáneo indica que "lanzó" la antorcha a uno de los bailarines.
Isabel se desmayó cuando los hombres se prendieron fuego, ya que ella estaba al tanto de que su esposo se encontraba entre los bailarines. Sin embargo, Carlos se encontraba a cierta distancia de los otros bailarines, cerca de su tía de 15 años de edad Juana, Duquesa de Berry, quien rápidamente arrojó la cola de su amplia falda sobre él para protegerlo de las chispas. Las fuentes no coinciden sobre si la duquesa se acercó a los bailarines y apartó al rey para conversar con él, o si en cambio el rey se desplazó hacia donde estaba la audiencia. Froissart escribió: "El rey avanzó delante [de los bailarines], se separó del grupo ... y fue adonde estaban las damas para lucir su atuendo ante ellas ... y pasó al lado de la reina y se acercó a la Duquesa de Berry".

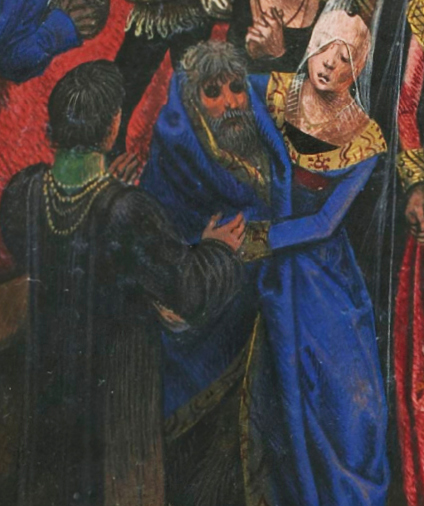
Detalle de la Duquesa de Berry, con un alto hennin cónico en su cabeza, cubriendo a Carlos con la cola de su vestido.

Pronto reinó el caos; los bailarines aullaban de dolor mientras se quemaban dentro de sus disfraces, y muchos de los presentes también sufrieron quemaduras, mientras gritaban tratando de ayudar a los hombres que se estaban quemando vivos. El Monje de San Denis dejó una crónica muy vívida del evento: "Cuatro hombres se quemaron vivos, sus genitales llameantes cayeron al suelo ... soltando un chorro de sangre". Solo dos bailarines lograron sobrevivir: el rey, gracias a la rápida reacción de la Duquesa de Berry, y el Sieur de Nantouillet, quien se zambulló en una cuba con vino y permaneció allí hasta que se extinguieron las llamas. El conde de Joigny falleció en la escena; Yvain de Foix y Aimery Poitiers, hijo del Conde de Valentinois, agonizaron durante dos días con dolorosas quemaduras. El instigador del evento, Huguet de Guisay, sobrevivió un día más, y según Tuchman ese tiempo lo pasó "maldiciendo e insultando a los otros bailarines, los muertos y los vivos, hasta que expiró".
Los ciudadanos de París, furiosos por el evento y ante el riesgo que representaba su monarca, le echaban la culpa a los asesores de Carlos. Una "gran conmoción" se produjo en la ciudad mientras el populacho amenazaba con derrocar a los tíos de Carlos y matar a los cortesanos disolutos y depravados. Los tíos de Carlos, muy preocupados por la conmoción popular y temerosos de que se repitieran los hechos de la revuelta Maillotin ocurridos en la década anterior, cuando los parisinos armados con mazos atacaron a los recaudadores de impuestos, persuadieron a la corte sobre la necesidad de hacer penitencia en Notre Dame, precedido por una procesión real apologética que atravesó la ciudad, en la cual el rey iba montado en su caballo mientras sus tíos caminaban en señal de humildad. Luis de Orleans, a quien se le echó la culpa por la tragedia, como acto de expiación donó fondos para construir una capilla en el monasterio de los Celestinos.
La crónica de Froissart de los eventos culpa a Luis, duque de Orleans, el hermano de Carlos. Al respecto escribió: "Y de esta manera la fiesta y las celebraciones del casamiento terminaron con gran pena ... Nada podían hacer Carlos e Isabel para remediarlo. Debemos aceptar que la culpa no fue de ellos sino del duque de Orleans". La reputación del duque quedó muy dañada por este evento, sumado a otro episodio ocurrido unos años antes en el cual fue acusado de brujería luego de contratar un monje apóstata para conferirle magia demoníaca a un anillo, una daga y a una espada. El teólogo Jean Petit posteriormente testificó que Orleans practicaba la brujería, y que el fuego en la danza representaba un intento fallido de regicidio en respuesta al ataque que realizara Carlos el verano anterior.
El Bal des Ardents consolidó la impresión de una corte rayana en la extravagancia, con un rey con un estado delicado de salud e incapaz de gobernar. La frecuencia de los ataques de locura de Carlos fue en aumento, de forma tal que para finales de la década de 1390 su rol era puramente ceremonial. Hacia comienzos del siglo XV Carlos no era tenido en cuenta, una falta de liderazgo que contribuyó al declive y fragmentación de la dinastía Valois. En 1407, Juan sin miedo, hijo de Felipe el Calvo, hizo asesinar a su primo Luis Orleans a causa del "vicio, corrupción, brujería, y una larga lista de actos viles tanto públicos como privados"; mientras que Isabel fue acusada de haber sido la amante del hermano de su esposo. El asesinato del duque de Orleans desencadenó una guerra civil entre los borgoñones y los orleanistas (denominados Armagnacs), que duró varias décadas. El vacío generado por la falta de un poder central y la irresponsabilidad general de la corte francesa hizo que ganara una reputación por su moral laxa y decadente, lo que perduró por más de 200 años.

## Crónicas
La muerte de cuatro miembros de la nobleza fue lo suficientemente importante para asegurar que el suceso fuese registrado en las crónicas contemporáneas, en especial por Froissart y el Monje de San Denis, además de ser ilustrada en varias copias de manuscritos iluminados. Mientras que los dos principales cronistas están de acuerdo sobre los elementos esenciales de la velada - los bailarines disfrazados como hombres salvajes, el rey sobrevivió, un hombre cayó dentro de una cuba y cuatro bailarines murieron -, hay discrepancias respecto a los detalles. Froissart escribió que los bailarines estaban encadenados uno al otro, lo cual no es mencionado en el registro del Monje. Además, ambos cronistas no se ponen de acuerdo sobre el propósito del baile. Según la historiadora Susan Crane, el Monje describe el evento como un salvaje charivari con la audiencia tomando parte del baile, mientras que la descripción de Froissart sugiere una representación teatral sin participación de la audiencia.

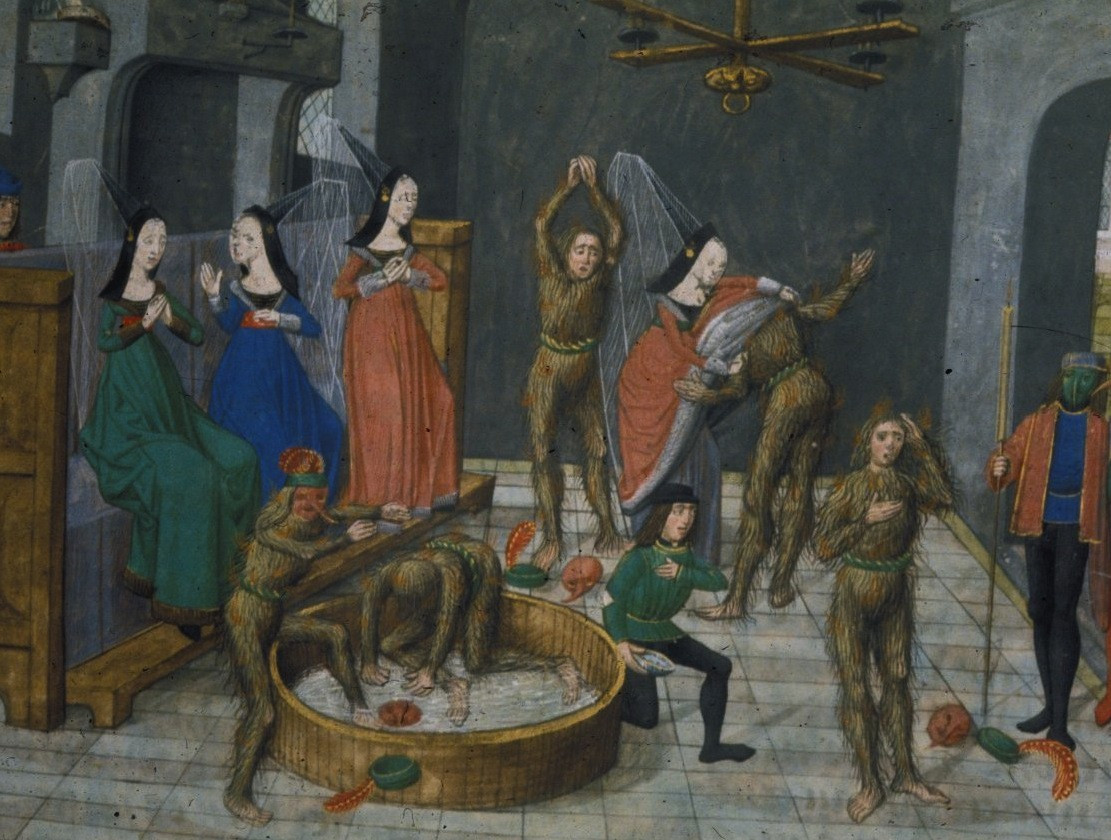
Miniatura titulada "Fuego en un baile de máscaras" de las Crónicas de Froissart, por el Maestro del Froissart Getty (hacia 1483, Brujas).

Froissart escribió sobre el suceso en el Libro IV de sus Crónicas (que abarca desde 1389 hasta 1440), un registro descrito por la erudita Katerina Nara como lleno de "un sentimiento de pesimismo", ya que Froissart "no aprobaba todo lo que registraba". Froissart culpó al Duque de Orleans por la tragedia, y el Monje culpó al instigador, de Guisay, cuya reputación de tratar a los sirvientes de origen plebeyo como animales le granjeó un odio tal que "los nobles se regocijaron con su agónica muerte".
El Monje escribió sobre el suceso en la Histoire de Charles VI (Historia de Carlos VI), que abarca unos 25 años del reinado del monarca. Él parece desaprobarlo basándose en que el evento rompía las normas sociales y la conducta del rey era reprobable, mientras que Froissart lo describe como un evento festivo.

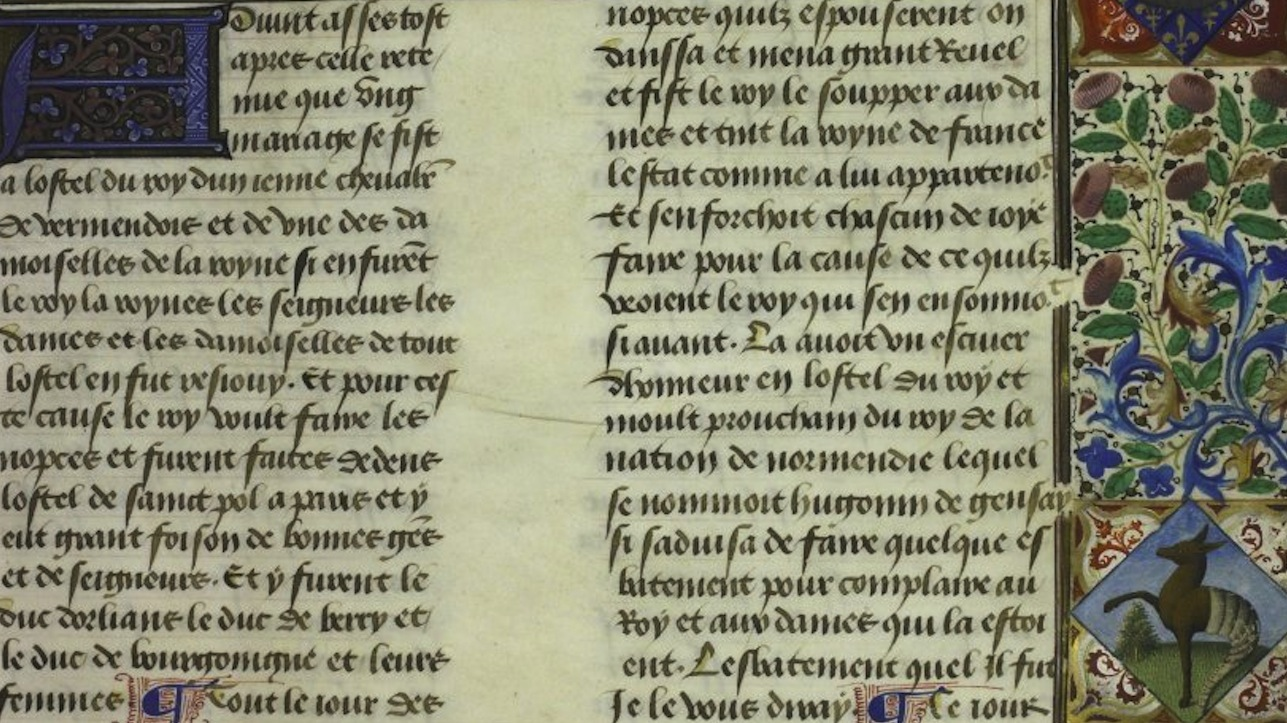
Detalle del manuscrito Froissart Harley (hacia 1470–1472), texto en francés a doble columna, escrito con letra gótica y borde decorativo.

Los eruditos no están seguros sobre cual cronista estuvo presente en la velada. Según Crane, Froissart escribió sobre el suceso unos cinco años después y el Monje unos diez años después. Veenstra especula que el Monje pudo haber sido un testigo (como lo fue de la mayor parte del reinado de Carlos VI) y que su registro es el más preciso de los dos. La crónica del Monje es generalmente aceptada como esencial para entender a la corte del rey, sin embargo su neutralidad pudo verse afectada por su simpatía con la Casa de Borgoña y su oposición a la Casa de Orleans, haciendo que describa a la pareja real en forma negativa. Un tercer registro fue escrito a mediados del siglo XV por Jean Juvénal des Ursins en su biografía de Carlos VI, L'Histoire de Charles VI: roy de France (La historia de Carlos VI: rey de Francia), que no fue publicada hasta 1614.
El manuscrito Froissart, fechado entre 1470 y 1472, de la Colección Harley de la Biblioteca Británica, incluye una miniatura que ilustra el suceso, titulada Dance of the Wodewoses y atribuida a un pintor anónimo conocido como Maestro del Froissart Harley. Una edición algo más tardía de las Crónicas de Froissart, fechada alrededor de 1480, contiene una miniatura del suceso, "Fuego en un baile de máscaras", también atribuido a un anónimo pintor flamenco, conocido como Maestro del Froissart Getty. El manuscrito Gruuthuse del siglo XV, de la Biblioteca Nacional de Francia, tiene una miniatura del suceso. Otra edición de las Crónicas de Froissart, publicada en París alrededor de 1508, pudo haber sido hecha para María de Clèves (1426-1487). Esta edición tiene 25 miniaturas en los márgenes; la única ilustración a página completa es la del Bal des Ardents.